# Settimo San Pietro
Settimo San Pietro (sardinsky: Sètimu) je italská obec (comune) v metropolitním městě Cagliari v regionu Sardinie. Nachází se ve výšce 70 metrů nad mořem a má přibližně 6 900 obyvatel. Rozloha obce je 23,29 km².